# مروان الغفوري
مروان الغفوري (ولد.1979 -) كاتب صحفي وشاعر وأديب وروائي وطبيب قلب يمني مقيم بألمانيا  من محافظة تعز، تخرج من جامعة عين شمس كلية الطب، صدرت له عدة أعمال شعرية وروائية منها المجموعة الشعرية «ليال» التي فازت بجائزة الشارقة للإبداع العربي عام 2004،  ورواية جدائل صعدة في 2014.

## أعماله

### شعر
- ليال، مجموعة شعرية، جائزة الشارقة للإبداع العربي - الإصدار الأول، 2004.[4]
- في انتظار نبوءة يثرب، شعر، الهيئة العامة للكتاب، صنعاء، 2006.[5][6]

### روايات
- كود بلو، رواية، دار أكتب، القاهرة، 2008.[7]
- الخزرجي، رواية، دار أزمنة، عمّان، 2013.[8]
- جدائل صعدة، رواية، دار الآداب، بيروت، 2014.[3]
- تغريبة منصور الأعرج، رواية، دار الآداب، بيروت، 2015. [9]
- هروب الفتى عارى الصدر، رواية، دار اكتب للنشر والتوزيع، القاهرة، 2016. [10]
- طريق الحوت، دار أزمنة للنشر والتوزيع، 2018.[11]
- حرب الشيخ أحمد، دار الفارابي، بيروت، 2021. [12]
- خمسة منازل لله وغرفة لجدتي، رواية، دار الساقي، بيروت، 2025. [13]

### أخرى
- الفاشية للمبتدئين: لماذا أبقيتم الإناث على قيد الحياة؟، دار طباق للنشر والتوزيع، رام الله، 2024. [14][15]
- على مقام الصبا طريق أبي الحسن من العزلة إلى النكسة، دار بابل، تونس، 2024.